# Kraszewo (Lidzbark Warmiński)
Kraszewo (deutsch Reichenberg) ist ein Dorf in der Landgemeinde Lidzbark Warmiński (Heilsberg) im Powiat Lidzbarski (Heilsberger Kreis) in der polnischen Woiwodschaft Ermland-Masuren.
|  |

## Geographische Lage

Reichenberg (Reichenbg.) östlich von Elbing und südwestlich von Heilsberg auf einer Landkarte von 1910

Das Dorf liegt in der historischen Region Ostpreußen, etwa fünf Kilometer südwestlich von Lidzbark Warmiński (Heilsberg) und 34 Kilometer nördlich von Olsztyn (Allenstein).

## Geschichte

### Ortsgeschichte

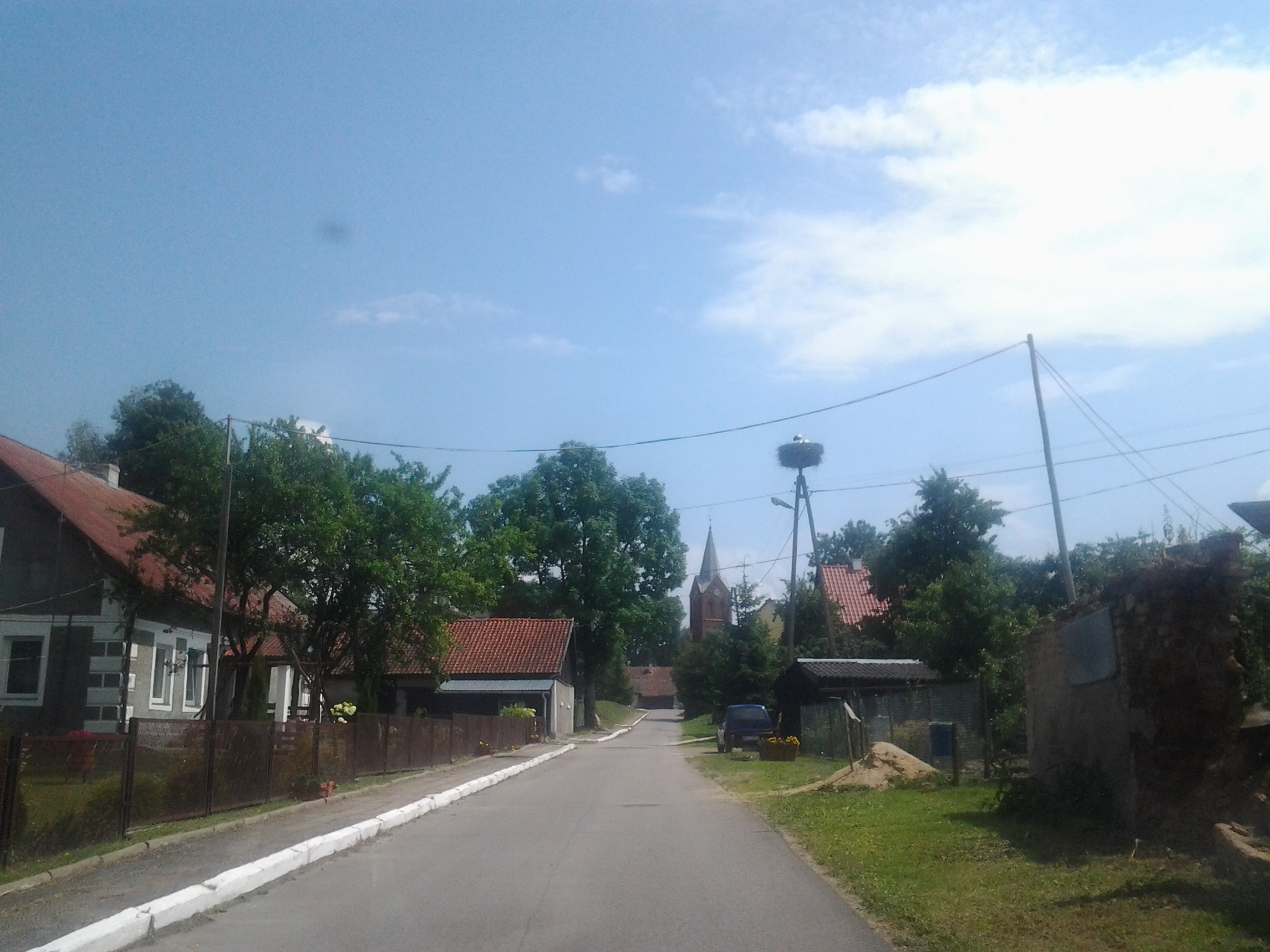
Dorfstraße mit Storchennest

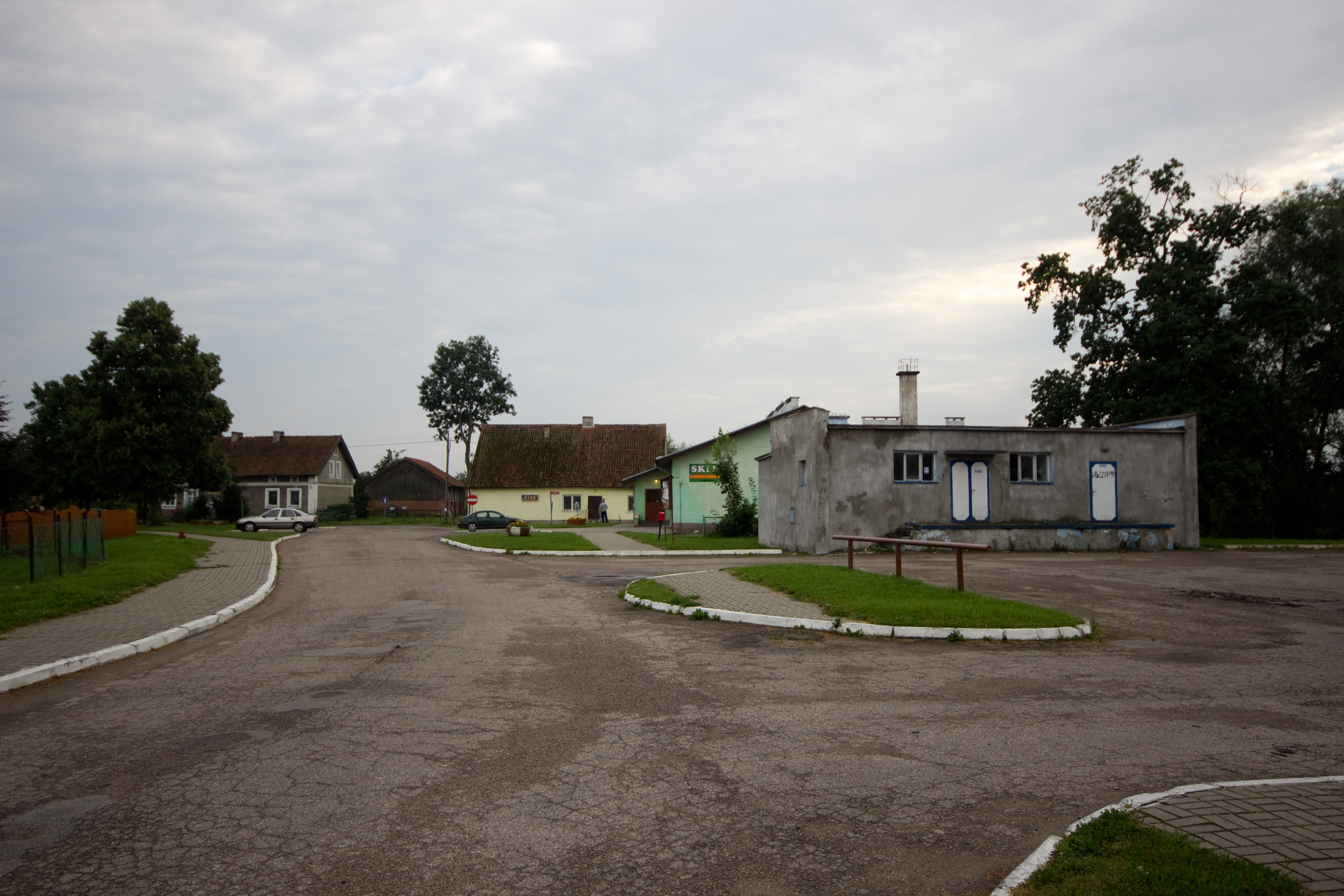
Dorfplatz

Das Kirchdorf Reichenberg wurde um 1342 vom ermländischen Bischofsvogt Heinrich von Luter gegründet und erhielt in seiner Handfeste von 1359 vier Pfarrhufen. Bereits für 1345 wurde für die Kirche ein Pfarrer bezeugt. 1782 zählte das königliche Dorf 42 Haushaltungen.
Am 21. Mai 1874 wurde Reichenberg Amtsdorf und damit namensgebend für einen Amtsbezirk im ostpreußischen Kreis Heilsberg, Regierungsbezirk Königsberg.
Reichenberg vergrößerte sich am 1. April 1939, als der Nachbarort Kolm (polnisch Chełm) eingemeindet wurde.
Gegen Ende des Zweiten Weltkriegs wurde die Region im Frühjahr 1945 von der Roten Armee besetzt. Nach Einstellung der Kampfhandlungen wurde Reichenberg von der Sowjetunion zusammen mit der südlichen Hälfte Ostpreußens der Volksrepublik Polen zur Verwaltung überlassen, eine Maßnahme, die auch im Sommer 1945 nach dem Potsdamer Abkommen beibehalten wurde. Reichenberg erhielt die polnische Ortsbezeichnung „Kraszewo“. Soweit die einheimischen Dorfbewohner nicht geflohen waren, wurden sie in der Folgezeit aus Reichenberg vertrieben.
Heute bildet das Dorf ein Schulzenamt innerhalb der Gmina Lidzbark Warmiński (Landgemeinde Heilsberg) im Powiat Lidzbarski innerhalb der Woiwodschaft Ermland-Masuren (1975 bis 1998 Woiwodschaft Olsztyn).

### Demographie
| Jahr | Einwohner | Anmerkungen                                           |
| ---- | --------- | ----------------------------------------------------- |
| 1782 | –         | königliches Dorf mit einer Kirche und 42 Feuerstellen |
| 1816 | 252       | [ 6 ]                                                 |
| 1852 | 441       | [ 7 ]                                                 |
| 1858 | 463       | ausschließlich Katholiken                             |
| 1910 | 426       | [ 9 ]                                                 |
| 1933 | 495       | [ 10 ]                                                |
| 1939 | 493       | [ 10 ]                                                |
| 2021 | 537       | [ 1 ]                                                 |

### Amtsbezirk Reichenberg (1874–1945)
Der Amtsbezirk Reichenberg bestand bei seiner Errichtung aus sechs Kommunen. Aufgrund struktureller Veränderungen waren es am Ende noch vier:
| Deutscher Name | Polnischer Name | Anmerkungen                                              |
| -------------- | --------------- | -------------------------------------------------------- |
| Kolm           | Chełm           | 1939 nach Reichenberg eingemeindet                       |
| Liewenberg     | Miłogórze       |                                                          |
| Pomehren       | Pomorowo        |                                                          |
| Reichenberg    | Kraszewo        |                                                          |
| Sperlings      | Wróblik         | 1928 nach Launau, Amgtsbezirk Reimerswalde, umgegliedert |
| Süssenberg     | Jarandowo       |                                                          |

## Religion

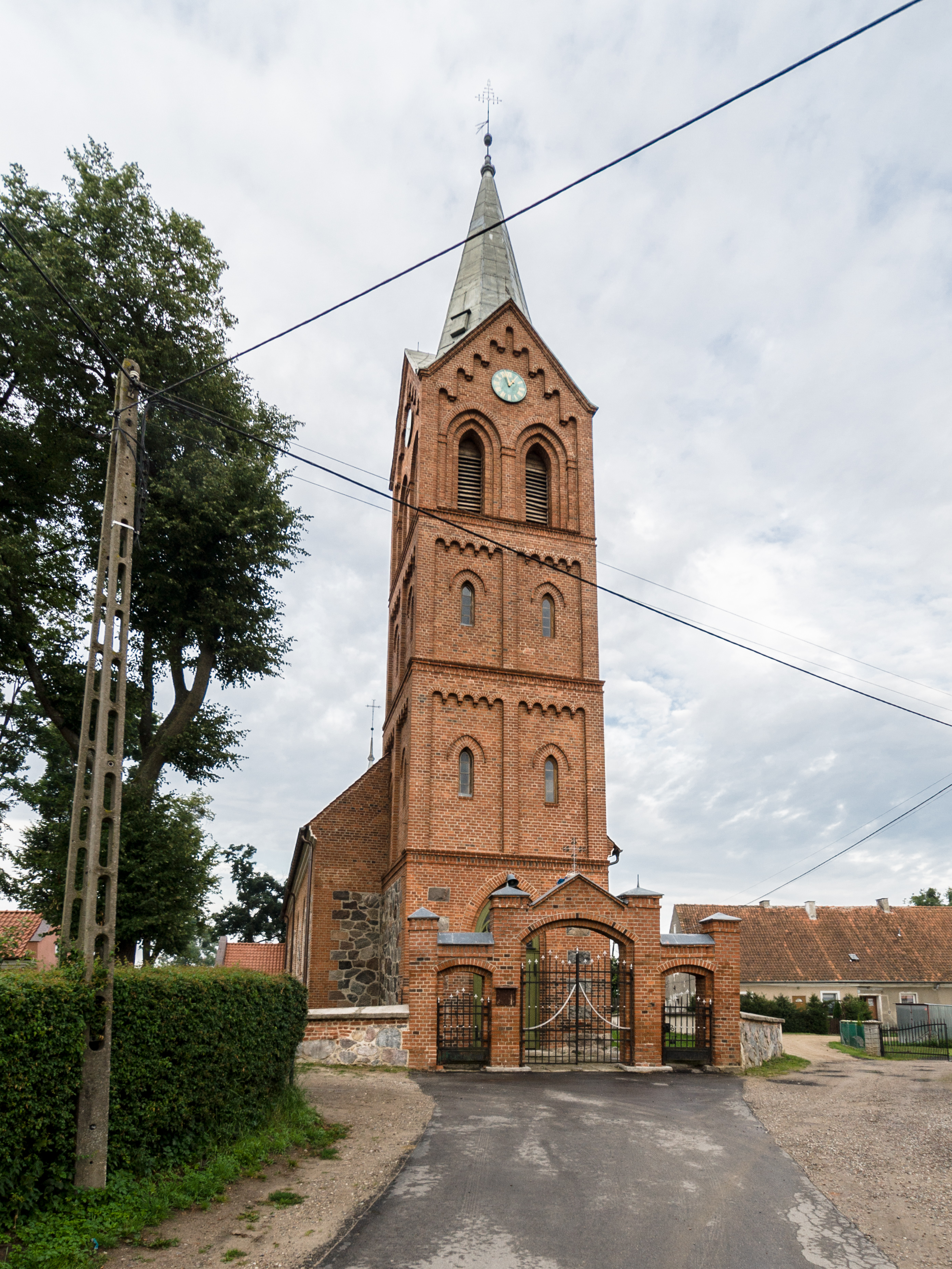
St.-Elisabeth-Kirche in Kraszewo

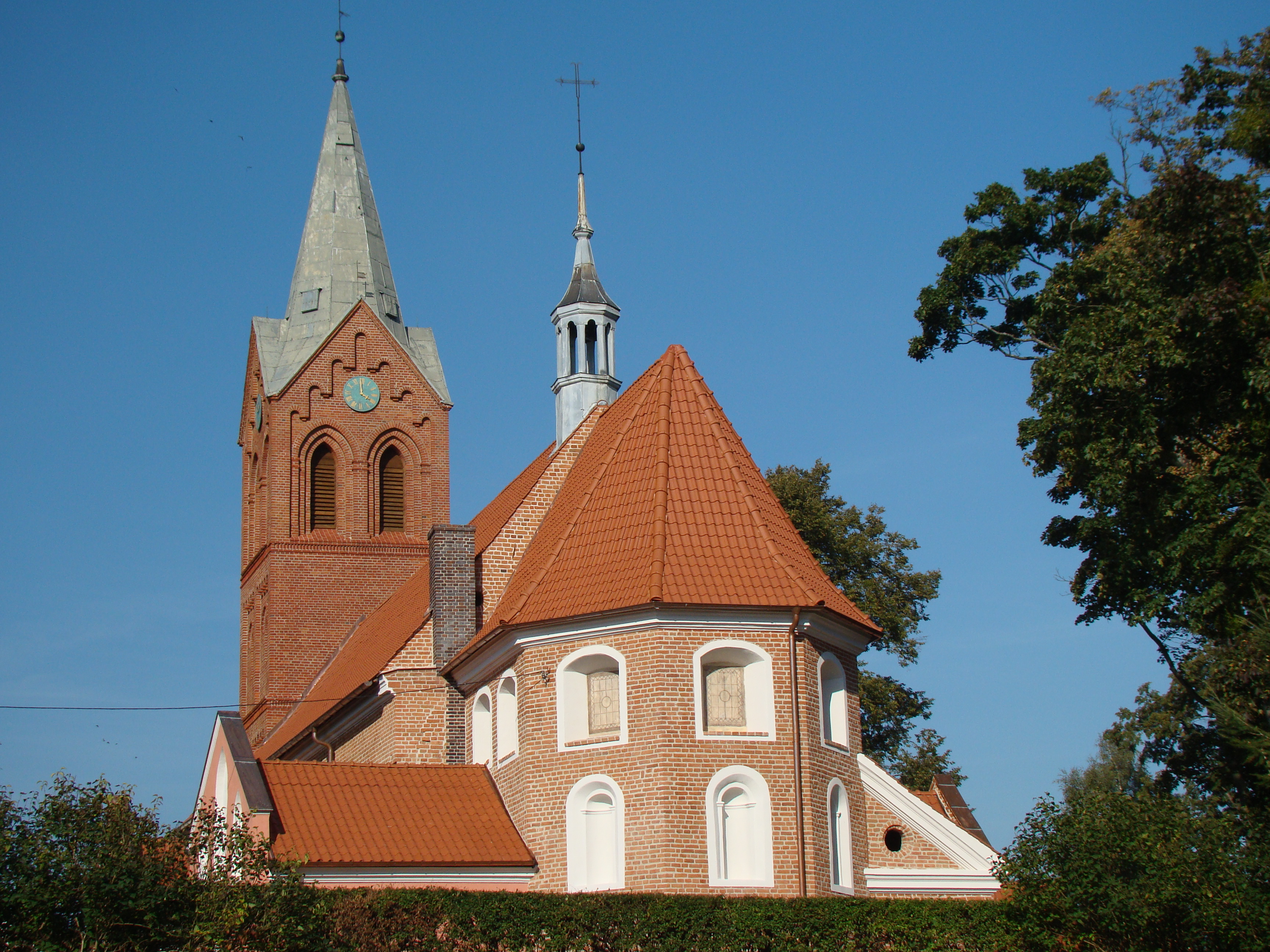
Die Kirche aus einer anderen Perspektive

Eine erste Kirche aus dem 14. Jahrhundert brannte 1651 ab. Der Wiederaufbau erfolgte als einfacher Feldsteinbau, der 1718 nach Osten hin erweitert und 1860 nach Westen hin vergrößert wurde. 1861 kam der neugotische Turm hinzu. An der Südseite ist eine Vorhalle angebaut, im Südosten eine Sakristei. Der Dachreiter mit Glocke stammt von 1718.
Den Chor im Inneren der St.-Elisabeth-Kirche malte 1718 Matthias Meyer aus Heilsberg aus. Ein Teil der Bilder stammte aus der Zeit vor einer Italienreise, ein anderer Teil im Anschluss an die Reise. Am Hochaltar sind nur die Giebelfiguren des Glaubens und der Hoffnung alt. Die übrigen Altäre hat um 1800 wohl Christian Benjamin Schulz angefertigt.
Vor 1945 gehörten die mehrheitlich römisch-katholischen Einwohner von Reichenberg zum Pfarrei Reichenberg im damaligen Bistum Ermland, die heute dem Dekanat Lidzbark Warmiński im Erzbistum Ermland zugeordnet ist.
Der evangelische Bevölkerungsteil Reichenbergs war bis 1945 in die Evangelische Kirche Heilsberg im Superintendenturbezirk Braunsberg des Kirchenkreises Ermland in der Kirchenprovinz Ostpreußen der Kirche der Altpreußischen Union eingegliedert. Die evangelischen Kirchenglieder gehören heute zur Diözese Masuren der evangelisch-lutherischen Kirche in Polen.

## Sehenswürdigkeiten
Sehenswert sind:

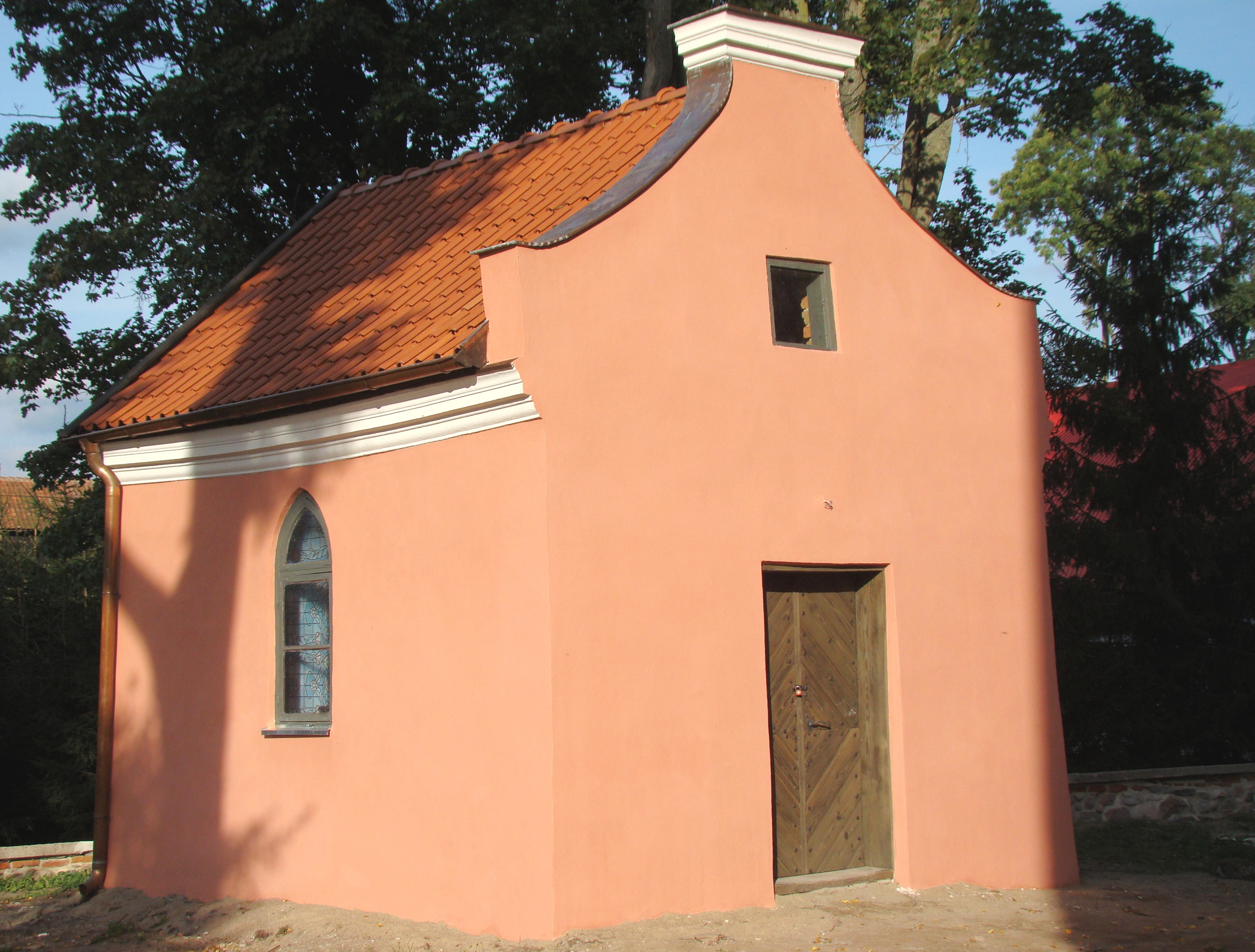
Die Kapelle von 1718

- die römisch-katholische St.-Elisabeth-Kirche und
- die Kapelle von 1718 am Nordteil des Kirchhofs, sowie
- zahlreiche Bildstöcke und Wegekreuze in Kraszewo und Umgebung.

## Verkehr
Kraszewo liegt an der verkehrsreichen polnischen Landesstraße 51 (hier im Abschnitt der einstigen deutschen Reichsstraße 134), die die Woiwodschaftshauptstadt Olsztyn (Allenstein) mit der polnisch-russischen Staatsgrenze (EU-Außengrenze) verbindet. Ein Grenzübergang bei Bezledy (Beisleiden)/Bagrationowsk (Preußisch Eylau) besteht nicht.

## Söhne und Töchter des Ortes
- Georg Gregull (* 16. Januar 1932 in Reichenberg), deutscher Politiker, Landtagsabgeordneter (CDU)